# Kulanz
Unter Kulanz (lateinisch ex gratia, „aus Gnade“) versteht man das freiwillige Entgegenkommen zwischen Vertragspartnern im Geschäftsverkehr, ohne dass hierzu eine besondere Rechtspflicht besteht.

## Allgemeines
Das Wort Kulanz ist auf französisch coulant, („gefällig“, „entgegenkommend“, „als Kaufmann keine Schwierigkeiten machend“) zurückzuführen. Es tauchte im deutschen Sprachraum erstmals 1813 im Wörterbuch des Sprachforschers Johann Heinrich Campe auf, der es noch mit „fließend“ etwa für eine Schreibart übersetzte. Ein deutsches Fremdwörterbuch übersetzte es 1841 mit „fließend, gefällig“. Im Jahre 1844 erschien es in einem Kaufmanns-Lexikon. Ab 1910 änderte sich die deutsche Schreibweise in „koulant“, ab 1951 in das heutige „kulant“.

## Bedeutung im Alltag

### Kaufvertrag
Die Kulanz ist kein Rechtsbegriff, weil sie nicht zu den gesetzlichen Vertragspflichten gehört. Die Vertragspartner sind rechtlich lediglich verpflichtet, ihre Vertragspflichten zu erfüllen und dürfen ihre vertraglichen Rechte wahrnehmen. So ergibt sich beispielsweise aus dem Kaufvertrag, dass der Verkäufer einer Sache nach § 433 Abs. 1 BGB verpflichtet ist, dem Käufer die Sache zu übergeben und das Eigentum an der Sache zu verschaffen. Der Verkäufer hat dem Käufer die Sache frei von Sach- und Rechtsmängeln zu verschaffen. Der Käufer wiederum ist nach § 433 Abs. 2 BGB verpflichtet, dem Verkäufer den vereinbarten Kaufpreis zu zahlen und die gekaufte Sache abzunehmen.
Wünscht nun mindestens einer der Vertragspartner vom anderen außerhalb dieser Vertragspflichten eine besondere Leistungshandlung, kann er dies nur auf dem Kulanzwege erreichen. Hierzu gehört der Umtausch einer an sich mängelfreien Ware (etwa in eine andere Farbe), der gesetzlich nicht vorgesehen ist und deshalb vom Verkäufer aus Kulanzgründen vorgenommen werden kann. Der Wunsch des Käufers beruht auf keinem Rechtsanspruch, das Entgegenkommen stellt keine Rechtspflicht dar. Auch die Rücknahme einer mängelfreien Ware wegen Kaufreue des Kunden (der Kunde bereut den Kauf) ist ein Fall der Kulanz. Sind Gewährleistungsfristen abgelaufen, hat der Kunde normalerweise keine Ansprüche mehr; wenn der Unternehmer dennoch kostenlos eine Reparatur durchführt, liegt Kulanz vor. Die Akzeptanz einer vorzeitigen Rückzahlung noch nicht fälliger Bankguthaben oder Kredite ist ebenfalls keine Rechtspflicht für Kreditinstitute. Wird sie dennoch gestattet, geschieht dies aus Kulanzgründen. Werden fällige Forderungen (auch Kredite) durch die Kreditgeber gestundet oder halten die Gläubiger still, kann auch darin Kulanz erblickt werden.

### Versandhandel
Im Versandhandel ist der Verbraucher nicht mehr auf Kulanz angewiesen. Verbrauchern steht bei Fernabsatzverträgen ein Widerrufsrecht gemäß § 312g Abs. 1 BGB zu, wobei die Widerrufsfrist als Ausschlussfrist 14 Tage beträgt (§ 355 Abs. 2 BGB). Der Widerruf muss vor der Rücksendung eindeutig erklärt werden (§ 355 Abs. 1 BGB), was per E-Mail, Fax oder Brief erfolgen kann (§ 356 Abs. 1 BGB). Die Rückzahlung des Kaufpreises hat nach § 357 Abs. 3 BGB durch den Verkäufer ebenfalls innerhalb von 14 Tagen mit demselben Zahlungsmittel zu erfolgen, das auch der Käufer bei der Zahlung verwendet hat. Der Verbraucher trägt nach § 357 Abs. 6 BGB die unmittelbaren Versandkosten der Rücksendung der Waren, wenn der Unternehmer den Verbraucher von dieser Pflicht unterrichtet hat. Der Unternehmer kann sich aber auch bereiterklären, diese Kosten zu übernehmen (§ 357 Abs. 6 Satz 2 BGB). Der Verbraucher hat zudem Wertersatz für einen Wertverlust der Ware zu leisten, wenn der Wertverlust auf einen Umgang mit den Waren zurückzuführen ist, der zur Prüfung der Beschaffenheit, der Eigenschaften und der Funktionsweise der Waren nicht notwendig war und der Unternehmer den Verbraucher über sein Widerrufsrecht unterrichtet hat (§ 357 Abs. 7 BGB). Keine Rücksendungsmöglichkeit gibt es gemäß § 312g Abs. 2 Nr. 1-13 BGB insbesondere für nach Kundenauftrag individuell angefertigte Waren, schnell verderbliche Waren mit kurzem Verfalldatum, Hygieneartikel mit nach der Ablieferung entfernter Versiegelung oder Tonträger (auch Software) mit entfernter Versiegelung u. a. Da aber diese Aufzählung abschließend ist, berechtigen nicht aufgezählte Motive für die Rücksendung wie Kaufreue (der Käufer braucht die Ware doch nicht) oder der rechtlich unbeachtliche Motivirrtum zur Retoure.

### Versicherungswesen
Im Versicherungswesen ist die Kulanzzahlung eine entgegenkommende Leistung des Versicherers an den Versicherungsnehmer, insbesondere im Zusammenhang mit der Schadenregulierung. Der Schadensanspruch des Versicherungsnehmers besteht im Regelfall dem Grunde nach, nur die Höhe ist streitig. Da generell hierbei eine Rechtspflicht zur Zahlung besteht, handelt es sich nicht um eine Kulanz im engeren Sinne.

## Sonstiges
Der Verzicht auf Kulanz ist keine Schikane, weil der Verkäufer kein dem Käufer schadenbringendes Recht ausübt. Kulanz kann die Kundenbindung fördern, so dass Handelsbetriebe beim Umtausch meist zur Kulanz bereit sind. Hierdurch können sie die Geschäftsbeziehung zum Kunden stabilisieren und Laufkundschaft möglicherweise zu Stammkunden machen. Bei Kulanz haben Großkunden Vorrang vor Laufkundschaft, Stammkunden werden gegenüber Laufkunden bevorzugt. Im Rechnungswesen führt die Kulanz im Regelfall zu keinen Kosten, solange die zurückgenommenen Waren noch als neuwertig verkauft werden dürfen und nicht repariert werden müssen.